# Impatiens violiflora
Impatiens violiflora är en balsaminväxtart som beskrevs av Joseph Dalton Hooker. Impatiens violiflora ingår i släktet balsaminer, och familjen balsaminväxter. Inga underarter finns listade i Catalogue of Life.